# تسامدزور
تسامدزور (ارمنی: Ծամձոր) یک روستا در جمهوری آرتساخ است که در استان هادروت واقع شده‌است.